# Mottafollone
Mottafollone är en ort och kommun i provinsen Cosenza i regionen Kalabrien i Italien. Kommunen hade 1 197 invånare (2018).